# Ashland (Kansas)
Pour les articles homonymes, voir Ashland.
La ville d'Ashland est le siège du comté de Clark, situé dans le Kansas, aux États-Unis.